# 卡尔蒂尼 (瑞士)
卡尔蒂尼（法語：Cartigny）是瑞士日内瓦州的一个镇，位于罗纳河左岸，日内瓦市区西南方。

## 外部連結
- （法文）卡尔蒂尼官方网站 （页面存档备份，存于）